# Gengasaurus
Gengasaurus es un género extinto de ictiosaurio oftalmosáurido el cual vivió a finales del período Jurásico. La especie tipo y única conocida, Gengasaurus nicosiai, fue nombrada en 2017, en referencia a la localidad de Genga. Vivió en Italia hace unos 152 millones de años.